# Islands in the Stream
Pour le film de Franklin J. Schaffner, voir L'Île des adieux.
Islands in the Stream est une chanson écrite et composée en 1983 par les Bee Gees et interprétée par le duo Dolly Parton et Kenny Rogers. La chanson est restée deux semaines en tête du Billboard Hot 100 et s'est vendue à plus de deux millions d'exemplaires. Elle a également remporté le prix du meilleur single aux Academy of Country Music Awards en 1984.
Le nom de la chanson vient du titre original du roman d'Ernest Hemingway Îles à la dérive.